# Серая рыба-ангел
Серая рыба-ангел, или чёрный помакант (лат. Pomacanthus arcuatus) — тропическая морская рыба из семейства рыб-ангелов. 

## Описание
Серая рыба-ангел длиной до 50 см. Окраска тела светло-серого цвета с тёмно-серым пятном на каждой чешуйке. Горло, грудные и брюшные плавники тёмно-серые. У хвостового плавника имеется голубая кайма. Морда белая. Спина и анальный плавники имеют нитевидные удлинения.
Молодые рыбы чёрные с пятью вертикальными жёлтыми полосами на теле.

## Распространение
Серая рыба-ангел живёт в тропической и субтропической западной Атлантике, от побережья Бразилии до Флориды, в северной части Карибского моря, в Мексиканском заливе. Иногда его можно встретить у побережья Новой Англии. У рыб большая территория площадью более чем 1 000 м², на которой они живут чаще парами.

## Питание
Серая рыба-ангел питается губками, асцидиями, мшанками, гидроидными, роговыми кораллами, взморниковыми и водорослями.
Из-за своей окраски серую рыбу-ангела не содержат в аквариуме. Однако в Карибском море, её используют в пищу.